# Monde arabe

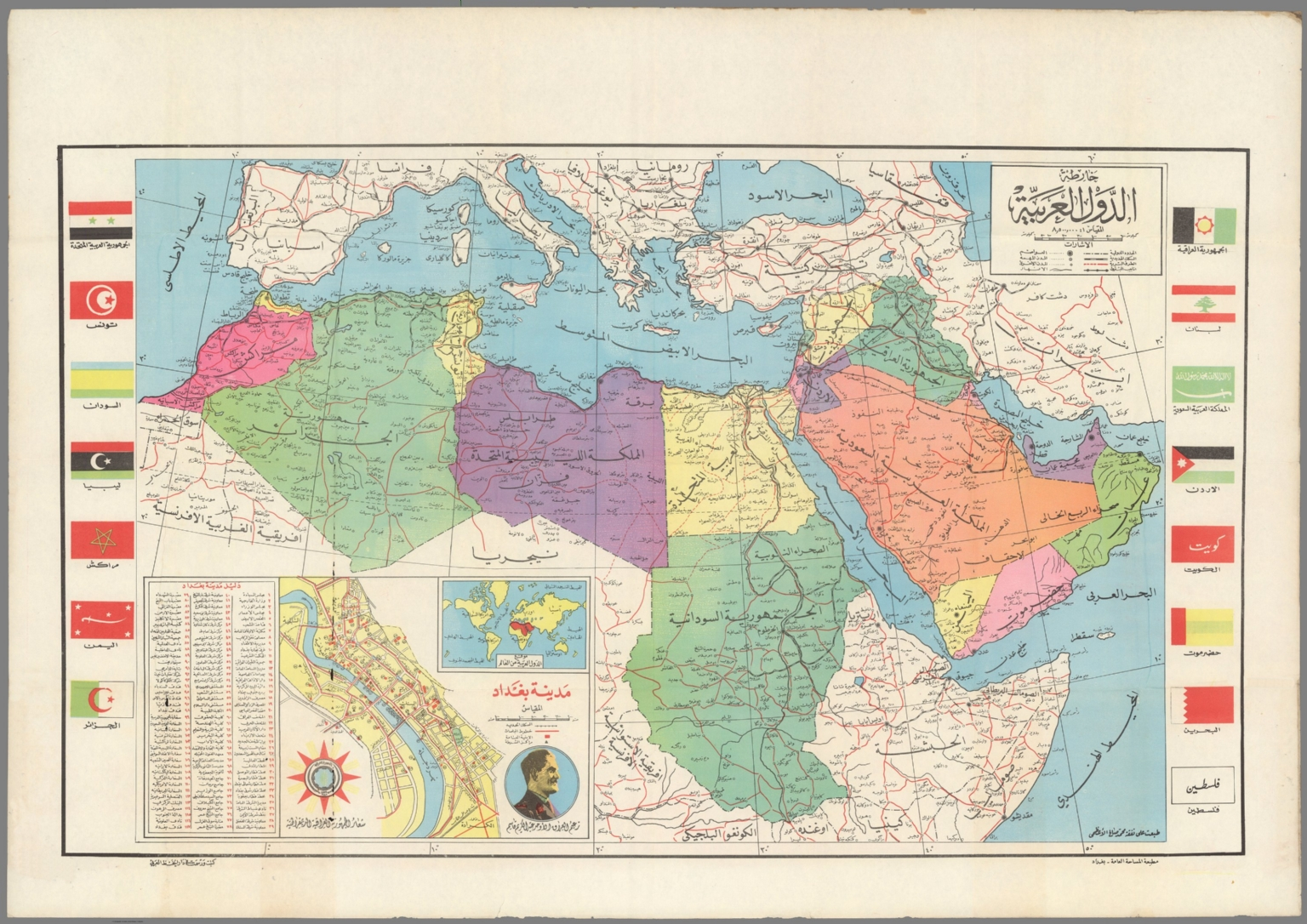
Carte du monde arabe datant de 1960.

Le monde arabe (arabe : العالم العربي, al-ʿālam al-ʿarabī ou الوطن العربي al-wațan al-ʿarabī) est un ensemble de pays habités par des Arabes, ayant en commun l'histoire, la culture et la langue arabes. Ces pays font partie, géographiquement, de la péninsule Arabique, de l'Afrique du Nord et du Proche-Orient.
Bien qu'assez largement utilisé, ce terme ne renvoie pas à une liste définie de pays, et à la différence de la Ligue arabe, par exemple, le monde arabe ne constitue pas une entité politique formelle. On peut néanmoins considérer plusieurs critères pour rattacher un État au monde arabe : l'importance de la langue arabe (critère linguistique), sa localisation (critère géographique) ou enfin l'appartenance à la Ligue arabe (critère politique).

## Critère linguistique
- Comme seule langue officielle (vert),
- Comme langue co-officielle majoritaire[2] (bleu foncé),
- Comme langue co-officielle minoritaire[3] (bleu-ciel).

Extension géographique de la langue arabe contemporaine :
Comme seule langue officielle (vert),
Comme langue co-officielle majoritaire (bleu foncé),
Comme langue co-officielle minoritaire (bleu-ciel).

Le monde arabe englobe les pays ayant comme langue officielle (ou co-officielle) la langue arabe.
Selon ce critère, le monde arabe correspond globalement à vingt-trois États, de la république islamique de Mauritanie à l'ouest, au sultanat d'Oman à l'est dont l'arabe porte également le statut de langue officielle. La diffusion de la langue arabe est due en majeure partie à l'expansion de l'islam à partir de l'Arabie au VIIe siècle.
Toutefois, la linguistique distingue différents registres de la langue arabe. La diglossie oppose langue littéraire et langues vernaculaires. Il existe des langues vernaculaires orales, différentes l’une de l'autre dans chaque région, et influencées par l’arabe standard sont appelées arabe dialectal, les substrats, superstrats et emprunts différant selon les régions. Ces langues vernaculaires sont utilisées majoritairement au quotidien par les arabophones.

## Critère géographique
Les pays du monde arabe sont généralement regroupés par les géographes en cinq espaces régionaux :
- Maghreb : Mauritanie, Sahara occidental, Maroc, Algérie, Tunisie et Libye ;
- Vallée du Nil : Égypte et Soudan ;
- Corne de l'Afrique : Djibouti, Somalie ;
- Croissant fertile : Palestine, Liban, Jordanie, Syrie et Irak ;
- Péninsule arabique et pays du Golfe : Arabie saoudite, Yémen, Oman, Émirats arabes unis, Qatar, Bahreïn et Koweït.

## Critère culturel
Les pays du monde arabe sont parfois regroupés en deux espaces régionaux sans les pays de la Corne de l'Afrique :
- Maghreb : Mauritanie, Sahara occidental, Maroc, Algérie, Tunisie et Libye, soit l'ouest du monde arabe ;
- Machrek : Égypte, Soudan, Palestine, Liban, Jordanie, Syrie, Irak, Arabie saoudite, Yémen, Oman, Émirats arabes unis, Qatar, Bahreïn et Koweït, soit l'est du monde arabe.

## Critère politique
Ces pays sont membres de la Ligue arabe :
| - Algérie (الجزائر al-Jazāʾir) - Bahreïn (البحرين al-Baḥrayn) - Comores (جزر القمر Juzur al-Qamar) - Djibouti (جيبوتي Djībūtī) - Égypte (مصر Miṣr) - Iraq (العراق al-ʿIrāq) - Jordanie (الأردن al-ʾUrdun) - Koweït (الكويت al-Kuwayt) - Liban (لبنان Lubnān) - Libye (ليبيا Lībyā) - Mauritanie (موريتانيا Mōrītānyā) | - Maroc (المغرب al-Maġrib) - Oman (عمان ʿUmān) - Palestine (فلسطين Falastyn) - Qatar (قطر Qaṭar) - Arabie saoudite (المملكة العربية السعودية al-Mamlakah al-ʿArabiyyah as-Saʿūdiyyah) - Somalie (الصومال aṣ-Ṣūmāl) - Soudan (السودان as-Sūdān) - Syrie (سوريا Sūryā) - Tunisie (تونس Tūnis) - Émirats arabes unis (الإمارات العربيّة المتّحدة al-ʾImārāt al-ʿArabiyyah al-Muttaḥidah) - Yémen (اليمن al-Yaman) |
| --- | --- |

Carte des pays de la Ligue arabe.

Vingt-deux pays arabes sont représentés au sein de la Ligue arabe, un organisme politique dont le siège est au Caire.
La simultanéité des révoltes du « Printemps arabe » peuvent s'expliquer par les régimes politiques du monde arabe : monarchies (Maroc, Jordanie, plusieurs États de la péninsule arabique) ou républiques (dont deux en Syrie et en Libye ont un régime à parti unique) sont caractérisées par une opposition muselée et une forte répression, une économie dans les mains de clans restreints proches du pouvoir, une corruption élevée (voir carte du monde de l'indice de perception de la corruption), une jeunesse nombreuse (les moins de quinze ans représentent le quart de la population totale), éduquée et diplômée (taux d'alphabétisation supérieur à 80 % dans certains pays) mais fortement touchée par le chômage de longue durée (taux de chômage moyen de 23 % pour les 15-25 ans) car le monde du travail est fermé. Cette jeunesse du monde arabe, demandeuse de libertés car ayant le sentiment d'être méprisée par les élites politiques ou économiques, a en commun dans tous les pays de retrouver sa dignité lors des révoltes en 2011.
De plus, sur le plan politique, la notion de « monde arabe » est fortement contestée par les nationalistes arabes qui lui préfèrent le terme de « nation arabe ». Selon eux, ce terme exprimerait l'idée que les Arabes forment une nation unie contrairement au terme de « monde arabe ». Ainsi l'intellectuel palestinien, Naji Alloush explique que « le terme de « nation arabe » signifie que la nation est une et que l’unité arabe est inéluctablement en devenir. En revanche, l’expression « monde arabe » est un terme colonial d’origine britannique. Il sous-entend que la nation arabe peut-être sujette à l’unité comme à la division. Il signifie également que cette nation arabe est plus proche et davantage prédisposée à la division ». Né à la fin du XIXe siècle, le nationalisme arabe tend à s'amoindrir.

## Difficultés de définition
Trois pays africains de la Ligue arabe (la Somalie, Djibouti et les Comores) se trouvent en dehors de l'aire arabophone, l'arabe y ayant un statut de langue co-officielle et religieuse. En effet, Djibouti ne compte qu'une petite minorité d'arabophones natifs et les Comores aucune, et les seules populations qui se déclarent « arabes » dans ces trois pays vivent dans les grandes villes et sont principalement commerçantes.
Dans les autres pays de l'Afrique subsaharienne, non-membres de la Ligue arabe, l'arabe est une des « langues de travail » en Érythrée. Au Tchad, un pays plurilingue et officiellement bilingue, l'arabe est une langue officielle de second ordre, l'arabe tchadien est, avec le sara ngambay, la langue natale la plus parlée (environ 10 %), mais la moitié de la population l'utilise comme une langue véhiculaire.

## Démographie
En 2023, la population totale du monde arabe est d'environ 473 millions d'habitants. Le pays arabe le plus peuplé (en 2024) est l'Égypte avec 111 millions d'habitants.
Dans de nombreux pays arabes, après avoir largement diminué durant les années 1990 conformément à la transition démographique attendue, les taux de fécondité sont repartis à la hausse (Égypte et Algérie) ou ont cessé de baisser et stagnent (Maroc, Tunisie, Syrie, Jordanie) sans que cela ne puisse être clairement expliqué,,. Parmi les explications avancées, les observateurs citent la stagnation de l’accès à l’éducation des femmes, la crise économique, le manque d’emploi, de grandes difficultés des couples pour trouver des logements ainsi qu'un rôle de la part des islamistes. Selon Françoise de Bel-Air, cette reprise de la fécondité pourrait être également liée à une reprise des mariages aux âges jeunes et à une stabilisation des niveaux de contraception. Les raisons sont cependant discutées et seraient différentes d'un pays à l'autre. En Égypte et en Jordanie, c’est la fécondité des plus éduquées qui augmente le plus et la hausse de la fécondité semble être donc plutôt choisie et ne pas être liée à l'absence d'accès à la contraception. Au Liban, en Palestine et dans les pays du Golfe la fécondité continue par contre de baisser.
La faim reste très répandue dans le monde arabe et tend même à progresser. En 2020, 69 millions de personnes souffraient de malnutrition dans le monde arabe, soit une hausse de plus de 90 % en 20 ans. Quelque 20,5 % des enfants de la région de moins de cinq ans souffrent de retards de croissance.

### Villes du monde arabe
| Classement | Villes     | Pays                | Population | Photos |
| ---------- | ---------- | ------------------- | ---------- | ------ |
| 1          | Le Caire   | Égypte              | 22 969 528 |        |
| 2          | Bagdad     | Irak                | 13 034 225 |        |
| 3          | Alger      | Algérie             | 7 796 923  |        |
| 4          | Khartoum   | Soudan              | 7 221 323  |        |
| 5          | Riyad      | Arabie saoudite     | 6 152 180  |        |
| 6          | Amman      | Jordanie            | 6 101 172  |        |
| 7          | Dubaï      | Émirats arabes unis | 5 429 549  |        |
| 8          | Alexandrie | Égypte              | 4 984 387  |        |
| 9          | Gizeh      | Égypte              | 3 628 062  |        |
| 10         | Casablanca | Maroc               | 3 359 818  |        |

## Minorités ethniques
Dans plusieurs pays arabes vivent des minorités ethniques et religieuses. Les communautés non arabes sont largement arabisées, mais continuent de revendiquer leur spécificité et leur identité. Parmi elles, on compte les Kurdes, les Arméniens du Machrek et les Doms. La cohabitation avec la majorité arabe est globalement pacifique, mais le triomphe des régimes nationalistes après les indépendances et la construction des nations arabes modernes ont conduit à des conflits internes dans certains pays.
Au Maghreb, les berbérophones sont estimés aujourd'hui à plus de 30 % de la population du Maroc (Chleuhs, Amazighs du centre et Rifains) et à plus de 20 % de la population de l’Algérie (principalement Kabyles et Chaouis).
En Algérie, à la suite des revendications berbères, un Haut commissariat à l'amazighité existe depuis 1995. Le tamazight est une langue nationale depuis 2002 et officielle depuis 2016. Au Maroc, il est une langue officielle depuis 2011. En Algérie, il n’existe pas de formation formée autour des communautés berbérophones, les partis dit « kabyles » comme le RCD et FFS, militent parfois pour les revendications berbères, mais ne sont pas des partis communautaires. Toutefois, les revendications sont accompagnées du refus de l’arabisme et l’islamisme. Les Touaregs qui font partie de l’ensemble linguistique berbère, sont présents au Sud de deux États : l’Algérie et la Libye ; en plus des États voisins du Sahel où ils sont à l’origine de nombreuses rébellions.
Au Moyen-Orient, les Kurdes vivent dans deux pays arabes : l’Irak et la Syrie. Les communautés de ces deux pays sont souvent scolarisées en langue arabe qui constitue leur langue de travail et de culture, même s'ils préservent la langue et les traditions ethniques. L'Irak est confronté à un conflit ethnique qui oppose les Arabes aux Kurdes qui représentent six millions de personnes concentrés dans le Kurdistan irakien. Les Kurdes ont vécu une campagne de répression et d’extermination sous la présidence de Saddam Hussein. Ils parviennent à établir une zone autonome dans le Nord de l'Irak à la suite de la guerre du Golfe. La Constitution irakienne de 2005 reconnait une large autonomie au Kurdistan irakien et un kurde, Jalal Talabani, est même élu président de la République.
Les pays du Machrek abritent également une forte communauté arménienne formée majoritairement de chrétiens orthodoxes qui se sont installés dans la région après le génocide de 1915 principalement à Alep en Syrie, Beyrouth au Liban et Alexandrie en Égypte. Ils s’intègrent pacifiquement, tout en préservant leur langue et leur culture. Toutefois, dans les années 1970, beaucoup d’Arméniens de Syrie et de Liban émigrent en Europe et en Amérique du Nord.
La plupart des Doms du monde arabe (péjorativement appelés Nawar en arabe) vivent en Égypte, mais il y en a aussi en Jordanie, dans les territoires palestiniens (et en Israël), au Liban et en Syrie.

## Religions

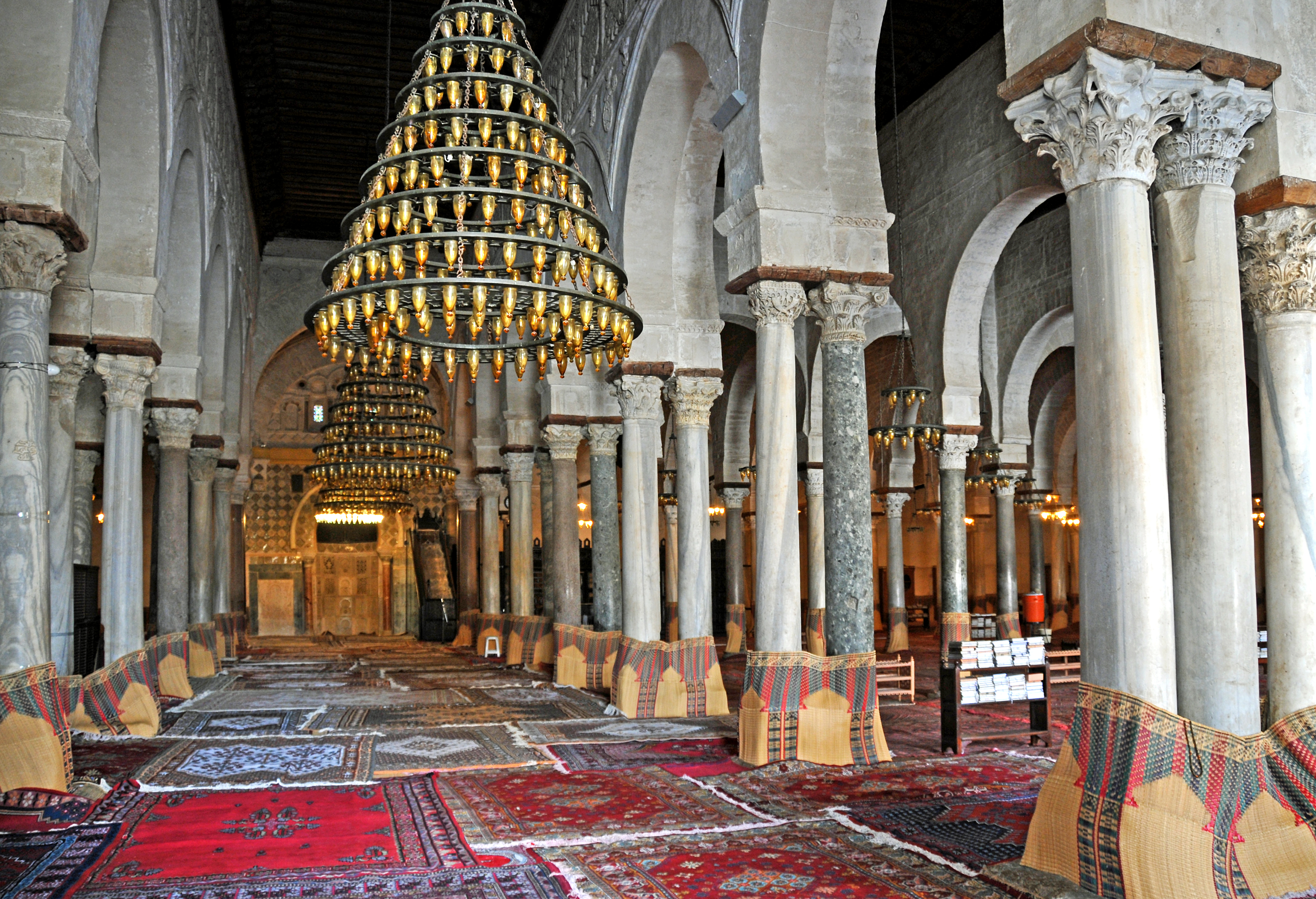
La grande mosquée de Kairouan est parmi les plus importants édifices religieux du monde arabe, elle est située à Kairouan en Tunisie.

Jusqu'au VIIe siècle, la péninsule Arabique était majoritairement polythéiste, avec des minorités monothéistes juives et chrétienne. L'expansion de l'islam, dès le VIIe siècle, entraîne des changements majeurs dans la région. Dans les territoires conquis par les Arabes musulmans, l'islam tend à devenir une religion majoritaire, avec des décalages dans le temps considérables, toutefois, d'une région à l'autre.
Ainsi, dans un pays arabe multiconfessionnel comme le Liban, les chrétiens étaient encore majoritaires en 1932, date du dernier recensement officiel. Il faut se garder de confondre arabité et islam : aujourd'hui encore le monde arabe compte des chrétiens arabes et des juifs arabes.